# Ernesto Pérez Lobo
Ernesto Pérez Lobo (Madrid, Espanya 1970) és un judoka madrileny, ja retirat, guanyador d'una medalla olímpica.
Va néixer el 5 de setembre de 1970 a Madrid.
Va participar, als 21 anys, en els Jocs Olímpics d'Estiu de 1992 celebrats a Barcelona (Catalunya), on va finalitzar setè en la prova masculina de pes pesant, aconseguint un diploma olímpic. En els Jocs Olímpics d'Estiu de 1996 realitzats a Atlanta (Estats Units) va aconseguir guanyar la medalla de plata en aquesta mateixa categoria, perdent la final davant el francès David Douillet. En els Jocs Olímpics d'Estiu de 2000 realitzats a Sydney (Austràlia) finalitzà novament setè en aquesta mateixa prova.
Al llarg de la seva carrera ha guanyat dues medalles en el Campionat d'Europa i dues medalles més en els Jocs del Mediterrani.